# Йоэнсуу, Тимо
Тимо Йоэнсуу (фин. Timo Joensuu; 27 февраля 1959, Нокиа, Финляндия) — известный финский онколог, исследователь в области разработки методов лечения онкологии, доцент клинической онкологии, д.м.н., специалист онкологии и лучевой терапии. Один из основателей онкологической клиники Дократес. До марта 2014 г. Тимо являлся медицинским директором клиники Дократес. С марта 2014 года Тимо является главным врачом клиники Дократес. Такое решение было принято в связи с тем, что на должности главного врача доктор Йоэнсуу имеет возможность больше работать непосредственно с пациентами.

## Биография
1985 г. - Тимо получил степень кандидата медицинских наук, окончив медицинский факультет университета г. Тампере. 1991 - 1993 гг.- Тимо проработал в Париже в Национальном медицинском исследовательском институте INSERM. Здесь Йоэнсуу занимался разработкой новых лечебных методик и препаратов для лечения онкологических заболеваний.
1992 г. - Тимо защитился и получил степень доктора медицинских наук на базе центральной университетской больницы г. Тампере (TAYS). 1993-1998 гг.- начал заниматься онкологическими заболеваниями и лучевой терапией в Университетской больнице г. Хельсинки. Здесь же он проработал онкологом с 1998 по 2007 г.
2005 г. – д-р Йоенсуу получил степень Доцента клинической онкологии в Хельсинкском Университете
2007 г. - Тимо начал свою деятельность в онкологической клинике Дократес, в качестве медицинского директора и члена Совета Директоров клиники.
Тимо Йоэнсуу выпустил самостоятельно и в составе рабочих групп множество научных статей по видам рака и их лечению. В соавторстве с Hannu Tavio выпустил книгу «Жизнь продолжается» (фин. «Elämä kantaa”) о пациентах, прошедших лечение рака предстательной железы.
Д-р Йоэнсуу первым в странах Северной Европы начал использовать технику облучения IMRT (радиационная терапия модулированной интенсивности) и первым в Финляндии стал использовать методику RapidArc и HDR-брахитерапию. Под руководством доктора Йоэнсуу в клинике Дократес проводится постоянная активная работа по повышению точности методов лучевой терапии и проводятся клинические исследования.
По состоянию на 2014 г. у доктора Йоэнсуу более 100 публикаций по онкологии (в авторстве и соавторстве).
Йоенсуу является членом финской «Ассоциации по раку простаты» (фин. Eturauhassyöpäyhdistys ry) и исследователем Американского национального института рака (US National Cancer Institute).

## Награды
В подтверждение признания высочайшего профессионализма Тимо Йоэнсуу в 2006 году от имени Ассоциации борьбы с раком ему была вручена награда за заслуги в работе по борьбе с раком.
В 2010 г. Тимо Йоэнсуу был признан «Самым влиятельным медицинским специалистом года в сфере здравоохранения». (Mediuutiset). Mediuutiset valitsi Joensuun terveydenhuollon vuoden vaikuttajaksi 2010.[6]
Личная жизнь:
Женат, имеет двоих детей: дочь и сына. Увлекается музыкой, чтением книг, спортом. Ведет здоровый образ жизни.